# Artikulationssätt

Eulerdiagram över fonem och deras arikulationssätt

Inom lingvistik är artikulationssätt de sätt som tungan, läpparna, käken och andra talorgan påverkas för att tillverka ljud. Oftast används konceptet enbart för konsonantljud, även om artikulationssätt även påverkar vokalers uttal.